# Macrocoma pycnangia
Macrocoma pycnangia là một loài Rêu trong họ Orthotrichaceae. Loài này được (Müll. Hal. ex Broth.) Sehnem mô tả khoa học đầu tiên năm 1978.